# 528 (số)
528 (năm trăm hai mươi tám) là một số tự nhiên ngay sau 527 và ngay trước 529.